# Xã William Hamilton, Quận Hyde, Nam Dakota
Xã William Hamilton (tiếng Anh: William Hamilton Township) là một xã thuộc quận Hyde, tiểu bang Nam Dakota, Hoa Kỳ. Năm 2010, dân số của xã này là 6 người.